# Щокіно (Щокінський район)
Щокіно (рос. Щёкино) — місто (з 1938) в Тульській області Росії, адміністративний центр Щокінського району. Розташовано за 25 км на південь від центру Тули, залізнична станція на лінії Тула  — Орел.

## Історія
- Селище засновано 1870-го року.
- У 1932 селище при станції Щокіно стає центром Щокінського району Московської області (з 1937 в Тульській області)[2].
- 1 липня 1934 було утворено робітниче селище Щокіно. У його склад включені селища Нова Колпна та Соціалістичний, населені пункти при керамічному та кислототривкому заводі і при залізничній станції Щокіно[3].
- 27 листопада 1938 робітниче селище перетворенов місто Щокіно.
- 18 липня 1950 місто Щокіно віднесено до категорії міст обласного підпорядкування.
- З 2006 року місто увійшло до складу Щокінського району, як муніципальне утворення (міське поселення) «місто Щокіно».

## Населення
Зміна чисельності населення за даними всесоюзних та всеросійських переписів:

## Економіка
ВАТ «Щокіноазот» (виробник нітрогенних добрив та нафтохімічної продукції) та ВАТ «Хімволокно» (капронові нитки та корд). На підприємствах зайнято більше 6,5 тис. осіб.
Діє Первомайська ТЕЦ (105 МВт), що входить до складу ВАТ «Щокіноазот».
Деревообробна промисловість представлена Тульським шпалопросочувальним заводом.

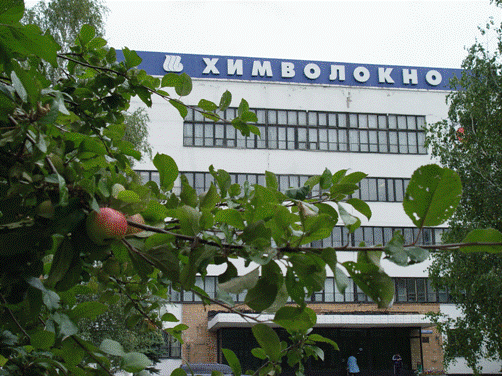
ВАТ «Хімволокно»

## Культура, спорт
У місті діє центр дитячої творчості, палац культури, художньо-краєзнавчий музей. У 2001 році відкрито представництво Міжнародного інституту економіки та права.
До 2007 року існував хокейний клуб «Корд» та однойменний льодовий палац, нині ліквідовані керівництвом ВАТ «Щокіноазот».

## Відомі уродженці
- Гусинін Валерій Павлович — український фізик-теоретик, відомий зокрема працями в галузі квантової теорії поля, член-кореспондент НАН України.
- Зальотін Сергій Вікторович — російський космонавт, Герой Росії.
- Клейменов Валерій Семенович (н. 10 вересня 1965) — радянський та російський футболіст, воротар та тренер. Майстер спорту (1988).
- Князєв, Євген Володимирович (н. 1955) — російський актор театру та кіно, театральний педагог, ректор Театрального інституту ім. Б. Щукіна. Народний артист Російської Федерації.
- Ледовская Тетяна Михайлівна — олімпійська чемпіонка (1988) в естафеті 4 × 400 м, чемпіонка світу в бар'єрному бігу на 400 м (1991) та естафеті 4 × 400 м
- Тальков, Ігор Володимирович (1956—1991) — російський співак та композитор. Його пісня «Маленьке місто» присвячена місту Щокіно.
- Шамшікова Єлизавета Олександрівна (1917—1941) — радянський офіцер, учасниця ВВв, військовий фельдшер.